# Antigüedad
Antigüedad è un comune spagnolo di 407 abitanti situato nella comunità autonoma di Castiglia e León, comarca di El Cerrato.